# آلچهورن
آلچهورن (آلمانی: Aletschhorn) یکی از کوه‌های رشته‌کوه آلپ در کشور سوئیس است.